# Takon
Takon è un arrondissement del Benin situato nella città di Sakété (dipartimento dell'Altopiano) con 11.820 abitanti (dato 2006).